# Sparbarus
Sparbarus is een geslacht van haften (Ephemeroptera) uit de familie Caenidae.

## Soorten
Het geslacht Sparbarus omvat de volgende soorten:
- Sparbarus capnicus
- Sparbarus choctaw
- Sparbarus corniger
- Sparbarus coushatta
- Sparbarus europaeus
- Sparbarus gilliesi
- Sparbarus japonicus
- Sparbarus kabyliensis
- Sparbarus lacustris
- Sparbarus maculatus
- Sparbarus miccosukee
- Sparbarus nasutus
- Sparbarus tubulatus